# Johannes Rebholz
Johannes Rebholz (* 19. Juni 1885 in Kreenheinstetten; † 6. Januar 1960 in Offenbach am Main) war vom 17. Januar 1947 bis 31. Dezember 1949 Oberbürgermeister der Stadt Offenbach am Main und bis 1933 Vorsitzender der SPD in Frankfurt am Main.

## Leben
Rebholz wuchs in armen Verhältnissen auf. Er besuchte die Volksschule in Kreenheinstetten, einem kleinen Dorf auf der Schwäbischen Alb, zwölf Kilometer nördlich von Meßkirch. Nach Lehre und Tätigkeit als Brauer wurde er Gewerkschaftssekretär und im Jahr 1928 staatlicher Lotterieeinnehmer, bis ihm nach der Machtergreifung der Nationalsozialisten im Jahr 1933 das NS-Regime die Konzession entzog.
Nach frühzeitigem Eintritt in die SPD nahm er zahlreiche Mandate und Parteifunktionen wahr und war u. a. bis zum Jahr 1933 Vorsitzender der SPD in Frankfurt am Main und Vorsitzender der SPD-Fraktion in der Stadtverordnetenversammlung. Vom NS-Regime wurde er mehrfach in „Schutzhaft“ genommen.
Im Jahr 1946 wurde Rebholz Stadtverordnetenvorsteher in Frankfurt und 1947 Oberbürgermeister von Offenbach. Unter seinem Vorsitz beschloss der Offenbacher Magistrat 1949 zunächst in geheimer Abstimmung die Anstellung des jüdischen Arztes Herbert Lewin als Chefarzt der Offenbacher Frauenklinik. Als Rebholz fragte, ob es bei diesem Ergebnis bleiben solle, wandte sich insbesondere Bürgermeister Karl Kasperkowitz (CDU) mit antisemitischen Argumenten dagegen, worauf in einer weiteren, dann offenen Abstimmung ein Mitbewerber ausgewählt wurde. Die Zeit bezeichnete den Vorgang als „ersten großen antisemitischen Skandalfall seit 1945“. Später soll Rebholz öffentlich die Berufung Lewins befürwortet haben, die im November 1949 erfolgte. Rebholz und Kasperkowitz traten schließlich zurück, wofür sie gesundheitliche Gründe angaben.
Im Jahr 1955 wurde Rebholz die Ehrenplakette der Stadt Frankfurt am Main verliehen.

## Schriften
Lothringen und Frankreich im Saarraum: Deutsch-französische Grenzverhandlungen 1735-1766. Frankfurt a. M.: Diesterweg, 1938 (Schriften des Wissenschaftlichen Instituts der Elsaß-Lothringer im Reich an der Universität Frankfurt NF, 19). XII, 121 S.